# Ida Sjöstedt

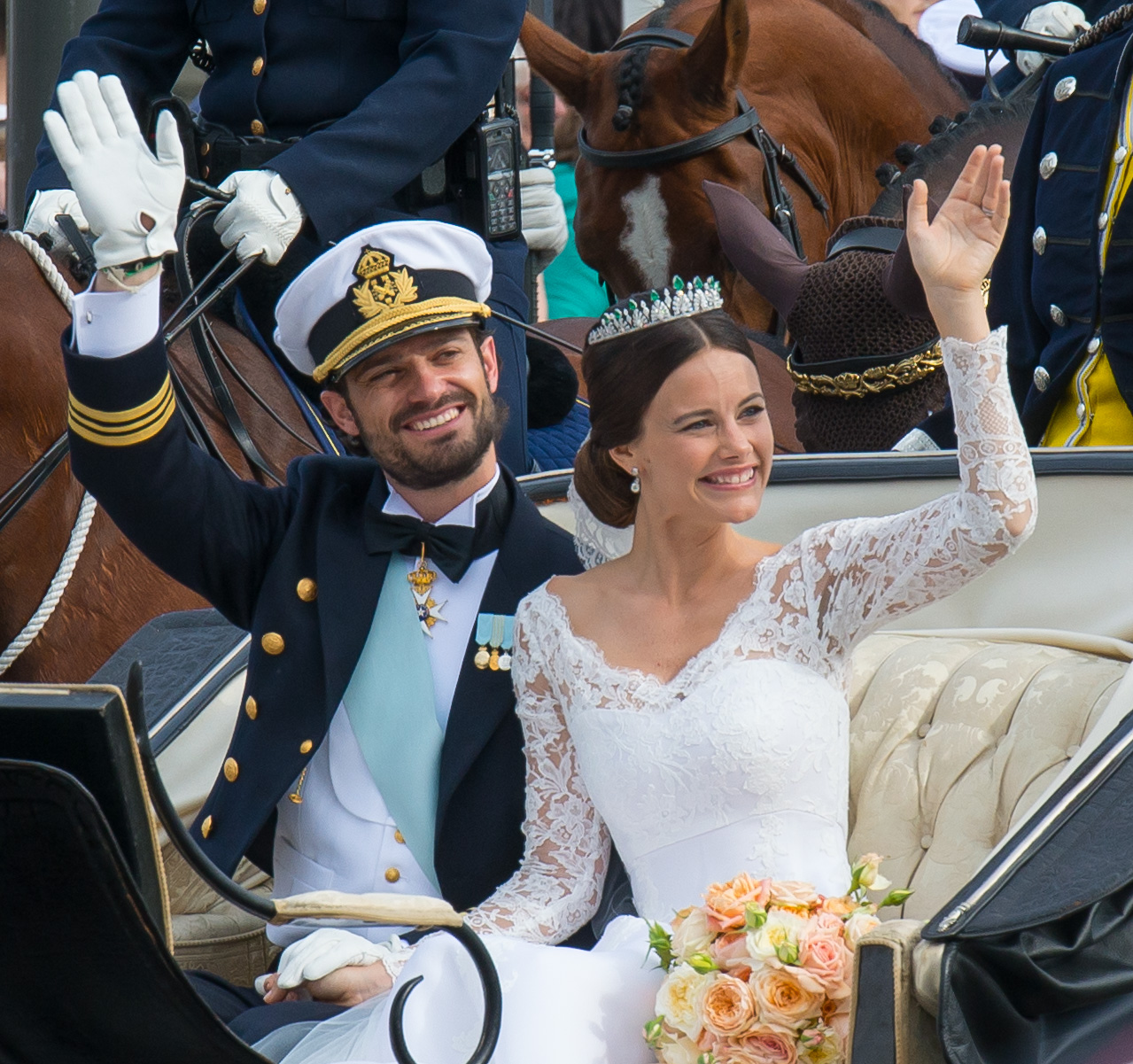
Ida Sjöstedt skapade prinsessan Sofias brudklänning.

Ida Sjöstedt, född 27 januari 1976 i Stockholm, är en svensk modedesigner.
Ida Sjöstedt växte upp i Enskede i Stockholms kommun och var intresserad av att sy när hon var liten. Hon sydde bland annat sin egen klänning till skolavslutningen i femte klass. Hon läste textil- och beklädnadsteknisk linje på S:t Görans gymnasium och valde ett påbyggnadsår i herrskrädderi. Därefter vidareutbildade hon sig i London dels med förberedande kurs på London College of Fashion och en bachelor of arts vid University of Westminster samt genom praktik hos mindre designers.
År 2001 flyttade Ida Sjöstedt tillbaka till Sverige och startade det egna märket Ida Sjöstedt. Hennes stil består av feminina kläder med mycket spets och har etiketterats som "tasteful kitsch" som bröt mot klassisk skandinavisk stil. Våren 2010 lanserade hon Ida Sjöstedt Couture som gör måttbeställda kläder, ursprungligen främst till bröllop, men även till fester och galaföreställningar. Hennes genombrott kom 2011 när modebloggaren Sofi Fahrman bar en av hennes känningar på Ellegalan.
År 2011 och 2014 vann hon Damernas Världs Guldknappen i kategorin "Läsarnas pris". Ida Sjöstedt designade brudens klänning till bröllopet mellan prins Carl Philip och Sofia Hellqvist 2015. Vid Ellegalan 2016 utsågs hon till Årets designer. Priset anses vara Sveriges tyngsta modepris.